# Wetzsteinmacherei in den Ammergauer Alpen
Die Wetzsteinmacherei, also die Herstellung der zum Schärfen von Sensen und Sicheln in der Landwirtschaft benötigten Wetzsteine, war über Jahrhunderte ein bedeutender Handwerkszweig im Bereich der Ammergauer Alpen.

## Hintergrund

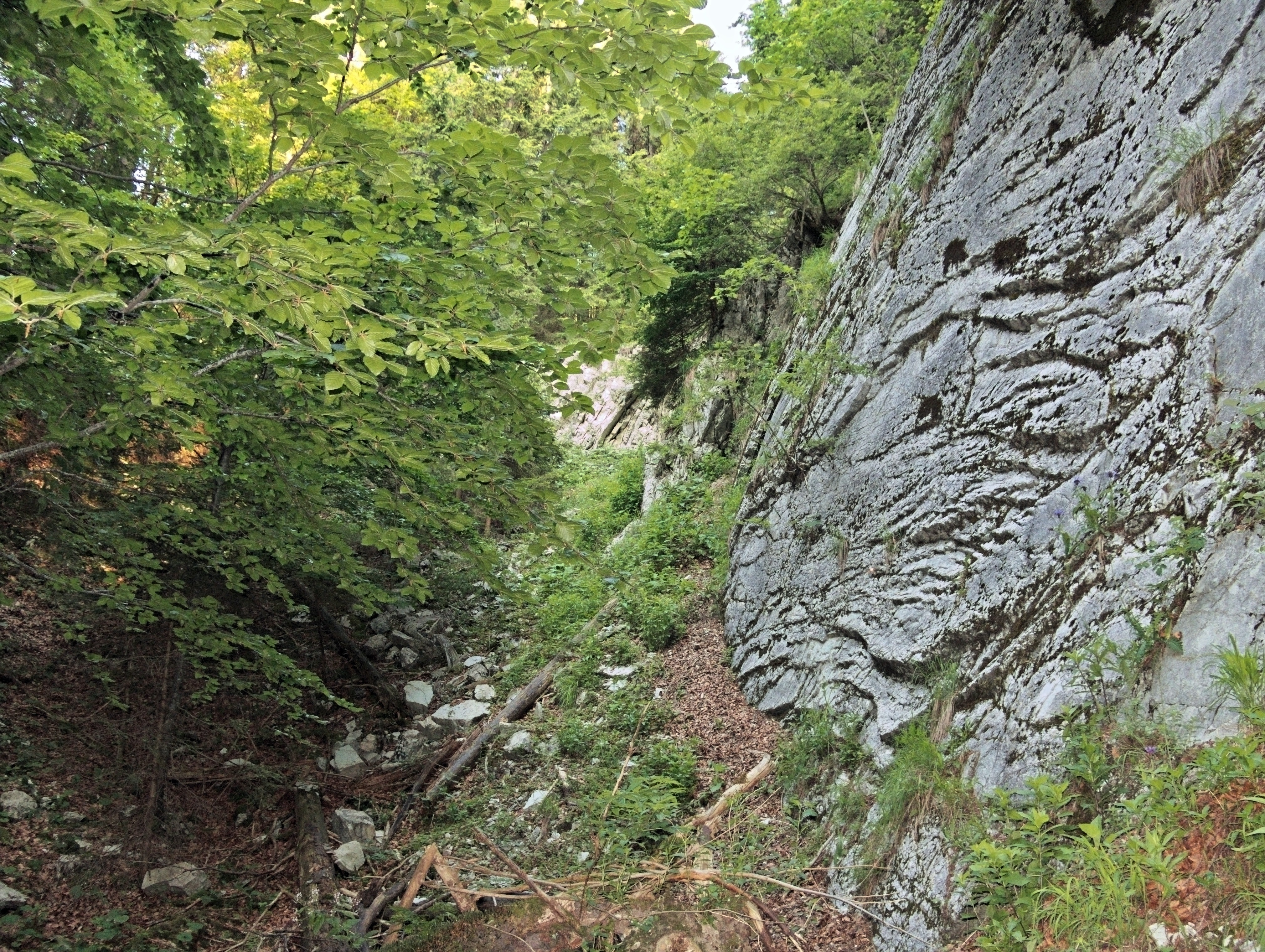
Wetzsteinbruch bei Unterammergau

Den Gemeinden Schwangau und Halblech im Landkreis Ostallgäu (Bezirk Schwaben (Bayern)) sowie Unterammergau, Schwaigen und Ohlstadt im Landkreis Garmisch-Partenkirchen (Bezirk Oberbayern) ist eine geologische Besonderheit und ein Alleinstellungsmerkmal in Mitteleuropa zuteil. In einem Band vom Forggensee bis nach Ohlstadt treten die sog. Ammergauer Schichten im Gebirge oberflächennah auf. Diese Gesteinsschichten waren die Voraussetzung für eine florierende Wetzsteinproduktion in den Dörfern, die europaweit Absatz fand. Das Vorkommen der Wetzsteinschichten sorgte neben dem wirtschaftlichen Aufschwung auch für eine besondere soziale Verbindung zwischen den einzelnen Wetzsteindörfern.
Die Ammergauer Wetzsteinbrüche sind unter der Geotop-Nummer 180G004 im Geotopkataster Bayern erfasst und wurden 2008 in die Liste der „Schönsten Geotope Bayerns“ aufgenommen.

## Die Wetzsteindörfer
Schwangau
Die Wetzsteinmacherei hatte in Schwangau nicht denselben hohen Stellenwert wie in den Wetzsteinhochburgen Unterammergau oder Ohlstadt. Es gab Steinbrüche v. a. im Bereich unterhalb des Tegelbergs. Alte Bezeichnungen der Wetzsteinbrüche auf Schwangauer Flur zeugen vom Einfluss der Ohlstädter und Unterammergauer Stoaheigler (so wurden Wetzsteinmacher auch genannt), die dort Brechrecht besaßen. Die gewonnenen Gesteinsplatten transportierten sie anschließend in ihre Mühlen um sie dort weiter zu verarbeiten. Der Vertrieb und Handel der Schwangauer Wetzsteine erfolgte entweder per Floß auf dem Lech oder über die Unterammergauer Wetzsteinkompanie über Loisach und Isar.
Halblech
Als die Wetzsteinproduktion um 1787 in der Leiterau nachweislich erstmals erwähnt wird, dürfte diese schon in Gange gewesen sein. Höhepunkt der Produktion war in den Jahren 1850–1870, als schätzungsweise etwa 6000 Wetzsteine pro Jahr gefertigt wurden. Die letzte Mühle wurde 1913 am Unterlauf der Trauchgauer Ach gebaut. Nach dem Zweiten Weltkrieg endete die Wetzsteinmacherei. Auf Buchinger und Trauchgauer Gemarkung besaßen auch Stoaheigler aus Unterammergau Schürfrechte. Neben den Wetzsteinen wurden auch Marmor und Sandsteine abgebaut, die u. a. Verwendung beim Bau der Königsschlösser in Schwangau fanden. Im Dorfmuseum Trauchgau gibt es neben weiteren heimatgeschichtlichen Ausstellungen Exponate aus dieser Zeit zu bestaunen.
Unterammergau
Das Dorf Unterammergau gilt als eines der beiden regionalen Handelszentren der Wetzsteinmacherei. Als Geburtsstunde zählt die Entdeckung der besonderen Wetzsteinschichten im Jahr 1432. Auf der erfolglosen Suche nach wertvollen Bodenschätzen wie Gold oder Silber wurden die schärfenden Schichten durch Zufall gefunden. Ab dem 18. Jahrhundert gewann die Wetzsteinproduktion zunehmend an Bedeutung. Durch die Erfindung und Nutzung der Stelzen (Schleifgeräte) im Jahr 1846 und weiterer Schneidegeräte (u. a. Kliebschneider) im Jahr 1880 konnte die Arbeit in den Mühlen optimiert und noch effektiver gestaltet werden. Die Zahl der produzierten Wetzsteine stieg in der Folge stark an. Ihren Höhepunkt erreichte sie schließlich um das Jahr 1900, als jährlich bis zu 288.000 Wetzsteine fertiggestellt wurden. Zu dieser Zeit gab es in Unterammergau etwa 30 Mühlen. Nach dem Ersten Weltkrieg flachte die Produktion zusehends ab, in den 1960er Jahren schloss die letzte Mühle. In aufwendiger Restaurierungsarbeit konnte vor einigen Jahren „Schneiderla`s Schleifmühle“ voll funktionsfähig wieder aufgebaut werden. Der Historische Arbeitskreis Unterammergau öffnet die Schaumühle für interessierte Besucher regelmäßig. Ein Wetzstein im Gemeindewappen erinnert zudem an die besondere Vergangenheit des Ortes.
Schwaigen
Für die Gemeinde Schwaigen mit dem Hauptort Grafenaschau spielte weniger der Bruch und die Produktion von Wetzsteinen eine wichtige Rolle. Vielmehr der Mühlsteinabbau sowie die Glasproduktion in Verbindung mit der Holzwirtschaft hatten für sie eine große Bedeutung. So gab es um Schwaigen kaum nennenswerte Wetzsteinbrüche bzw. weiterverarbeitende Wetzsteinmühlen, die die Gesteinsplatten zum Wetzstein schliffen. In Überlieferungen wird geschrieben, dass es Mitte des 16. Jahrhunderts Steinbrüche oberhalb der Ortschaft Grafenaschau gab. Jedoch handelte es sich hierbei u. a. um Mühlsteinbrüche. Die extrem harten Mühlsteine konnten nach Veredelung in den Mühlen verwendet werden, um das angelieferte Mahlgut zu zerkleinern. Des Weiteren gab es im sog. Fuchsloch (westlich von Grafenaschau gelegen) eine Glashütte, in der Glas produziert wurde. Im 18. und 19. Jahrhundert galt Grafenaschau als ein Zentrum der Glasproduktion in Südbayern. Für die Glasherstellung waren beträchtliche Mengen an Holz notwendig, so dass auch die Holzwirtschaft einen wichtigen Faktor darstellte. Die Wetzsteinproduktion hatte hier folglich nicht den gleichen Stellenwert wie in Unterammergau oder Ohlstadt.
Ohlstadt
Ohlstadt galt neben Unterammergau als ein Zentrum der regionalen Wetzsteinproduktion. Im Gemeindewappen findet sich u. a. das Wasserrad einer Schleifmühle als Zeichen für die Wetzsteinmacherei. In der Zeittafel der Allgemeinen Geschichte des Werdenfelserlandes ist nachzulesen, dass die Wetzsteinmacherei in Ohlstadt vermutlich bereits um das Jahr 1350 begann. Somit ist das Handwerk in Ohlstadt länger verwurzelt als in Unterammergau. Im Gegensatz zum Nachbarort mussten die Männer hier deutlich mehr Abraum beiseiteschaffen, um an die Wetzsteinschichten zu gelangen. Dies machte die Herstellung der Schleifsteine noch arbeitsintensiver. Eine wichtige Bedeutung wurde dadurch den Steinsuchern zuteil, die geeignete Gesteinsschichten ausfindig machen sollten. Das Ohlstädter Brechrecht reichte teilweise bis auf Schwangauer Flur. Im Jahr 1754 gab es in Ohlstadt 18 Steinbrüche und 19 Schleifmühlen. Später waren bis zu 24 Mühlen in Betrieb. Zur Hochzeit wurden etwa 260.000 Wetzsteine pro Jahr gefertigt und per Floß über die Loisach und die Isar v. a. in die Donauanrainer exportiert. Im Jahr 1953 stellte die letzte verbliebene Schleifmühle ihren Betrieb ein. Mit viel ehrenamtlicher Tätigkeit konnte in Ohlstadt zuletzt eine Schleifmühle nach historischem Vorbild wieder aufgebaut werden. Interessierte Besucher können sich dort an regelmäßigen Öffnungstagen selbst informieren.

## Produktionsprozess und Handel der Wetzsteine
Die Wetzsteine wurden aus natürlich vorkommenden Gesteinsplatten bergmännisch gewonnen. Das Vorkommen der Gesteinsschichten, die zur Herstellung der Wetzsteine dienten, ist eine geologische Besonderheit. Voraussetzung und ausschlaggebend für die optimale Nutzung der Gesteine als Wetzstein war der hohe Kieselsäuregehalt (SiO2) in den Gesteinen. Die Gesteinsschichten bildeten sich zu Beginn der Jurazeit. Als der damals in Europa noch von einem tropischen Flachmeer bedeckte Schelf zerbrach und sich in der Folge kieselsäurehaltige Kleinstlebewesen (Radiolarien) gleichmäßig am Grund der Meeresbecken ablagerten, entstanden die sog. Ammergauer Schichten. Bei der folgenden Gebirgsbildung der Alpen wurden die zuvor am Meeresgrund geformten Schichten steil aufgerichtet, empor geschoben und am Alpennordrand oberflächennah abgelagert. Der hohe Kieselsäuregehalt war ausschlaggebend für den Schleifeffekt und somit für die Nutzung als Schleif- und Schärfstein in der (Land-)Wirtschaft. Das besondere Vorkommen der Schichten in den Ammergauer Alpen zählt zu den größten in ganz Mitteleuropa. Es erstreckt sich zwischen Lech und Loisach von Schwangau über Halblech, Unterammergau, Schwaigen bis nach Ohlstadt.
Die in den Wetzsteinbrüchen herausgelösten und geborgenen Gesteinsplatten sind an Ort und Stelle in eine vernünftige Größe zur Weiterproduktion in den Schleifmühlen geschlagen worden. So wurde wenig sog. „blindes Gestein“ und Abraum mittransportiert. Die in den Wetzsteinbrüchen gewonnenen Gesteinsplatten lagerte man zunächst in den sog. Kaltern bei den Mühlen. Da es dort kühl und feucht war, konnten die Steine nicht spröde werden. Im Anschluss daran schnitt man die groben Platten im Stelzenraum der Mühle auf eine Breite von 4 cm zurecht. Mit Hilfe von Amboss und Eisenhammer (sog. Beckhammer), wurden die Steine dann händisch in der benachbarten Beckhütte in Länge und Spitzform zurechtgehauen. Das Zurechtschneiden und -hauen erfolgte überwiegend in den Wintermonaten, wenn die Bäche zugefroren waren. In den Frühlingsmonaten, wenn der Schnee taute und das Schmelzwasser aus den Bergen den Mühlen genügend Kraft und Antrieb für die Nutzung der Werkzeuge lieferte, waren somit ausreichend vorgefertigte Steine zum Schleifen vorhanden. Zunächst wurden die Rohlinge in den Mühlen rundgeschliffen und mit dem sog. Kliebschneider exakt zurechtgeschnitten. Im Schleifraum der Mühlen erfolgte dann der letzte Feinschliff der Wetzsteine. Nach dem Waschen und der Etikettierung waren die Steine bereit zum Verkauf. Die fertigen Wetzsteine hatten eine Breite von 4 cm, eine Höhe von 2 cm und wurden in drei Längen (klein – 18–20 cm, mittel – 20–22 cm, groß – 22–24 cm) produziert.
Der Handel und Vertrieb der Unterammergauer Wetzsteine erfolgte durch eine Wetzstein-Kompanie. Die Mühlenbetreiber gaben ihre Wetzsteine zum gemeinsamen Export dort ab. Hauptabnehmer der Ammergauer Wetzsteine waren v. a. die Donauländer Österreich und Ungarn sowie weitere Staaten im heutigen Osteuropa. Auch der innerdeutsche Export in alle Gebiete Bayerns und der angrenzenden Bundesländer spielte eine wichtige Rolle. Haupttransportwege waren dabei v. a. die Flüsse. Die Wetzsteine wurden in Holzfässern verpackt mit Pferdefuhrwerken über den Ettaler Sattel nach Oberau gebracht. Von dort aus wurden sie auf den Flößen der Loisach und der Isar (und weiter auf der Donau), seltener auch auf dem Lech, flussabwärts transportiert. Die Ammer konnte nicht mit einem Floß befahren werden. Begleitet wurden die Transporte stets von zwei oder drei Vertretern der Wetzstein-Kompanie. Der Floßtransport nach Wien nahm etwa zehn bis zwölf Tage in Anspruch. Der Rückweg in das Ammertal erfolgte zu Fuß und mit Pferden. Nachdem ab dem späten 19. Jahrhundert die Eisenbahn auch zusehends ländliche Gebiete erschloss, erfolgte der Transport nun auch vermehrt von den umliegenden Bahnhöfen (Schongau, Peissenberg, Murnau) auf der Schiene. Die preisgünstigere Flößerei wurde aber nach wie vor genutzt.

## Wanderweg
Im Rahmen eines LEADER-Projekts der Regio Zugspitzregion soll ein Wanderweg unter der Bezeichnung „Das Erbe der Wetzsteinmacher“ auf historischen Spuren der Wetzsteinmacher durch die Ammergauer Alpen führen und die Dörfer von Hohenschwangau bis zum Freilichtmuseum Glentleiten auf einer Länge von etwa 75 Kilometern verbinden. Ziel des Projekts ist es, „das Wissen um die Wetzsteinmacherei als wichtige Erwerbsquelle der bäuerlichen Bevölkerung zu sichern und durch geeignete Aktionen, Darstellungen und Medien nach Außen zu tragen.“ Mit Hilfe von Informationstafeln und (historischen) Bildern entlang des Wanderweges sollen sowohl der Prozess der Wetzsteinproduktion als auch die einzelnen Dörfer vorgestellt werden.